# Franca D'Alessandro Prisco
Franca D'Alessandro Prisco (Roma, 4 luglio 1931) è una politica italiana.

## Biografia
Già esponente del PCI, diventa consigliera comunale a Roma nel 1976, venendo confermata nel ruolo nel 1989. 
Nel 1992 viene eletta senatrice con il Partito Democratico della Sinistra. Viene poi rieletta al senato alle elezioni politiche del 1994 e a quelle del 1996, restando a Palazzo Madama fino al 2001, nelle file dei Democratici di Sinistra.
Allo scioglimento dei DS, nel 2007 aderisce a Partito Democratico, di cui è socia fondatrice.